# 太宰治
太宰 治（だざい おさむ、本名：津島 修治〈つしま しゅうじ〉、1909年〈明治42年〉6月19日 - 1948年〈昭和23年〉6月13日）は、日本の小説家。
左翼活動での挫折後は、自殺未遂や薬物中毒を繰り返しながらも、第二次世界大戦前から戦後にかけて作品を次々に発表。主な作品に『走れメロス』『津軽』『人間失格』がある。没落した華族の女を主人公にした『斜陽』はベストセラーとなる。戦後はその作風から、坂口安吾、織田作之助、石川淳、檀一雄らとともに新戯作派、無頼派と称された。

## 生涯

### 幼年時代

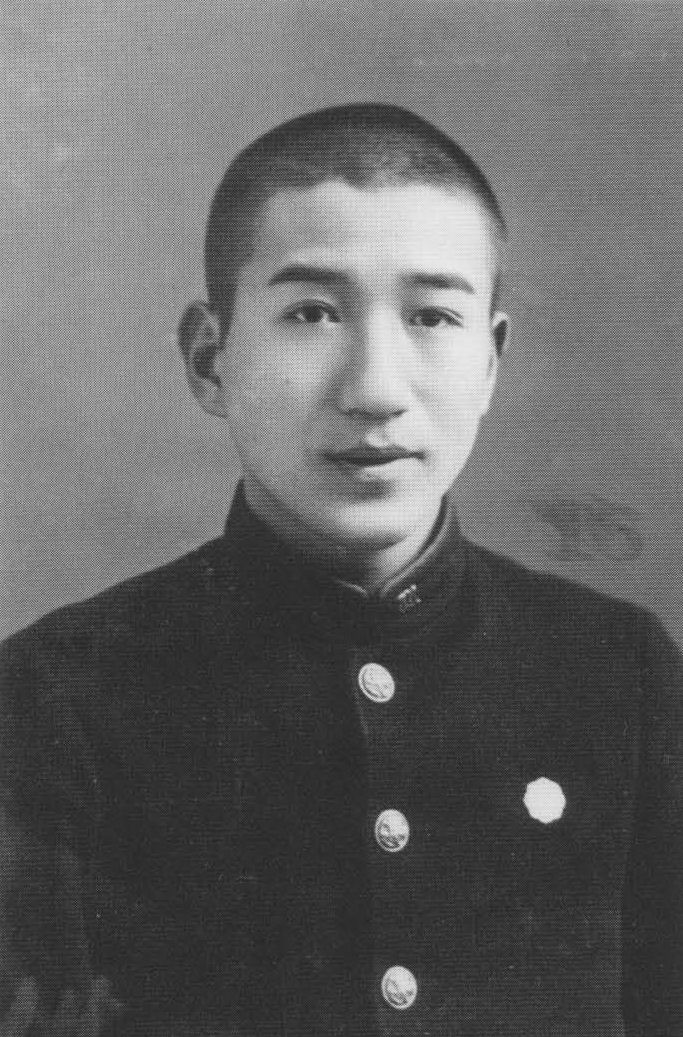
高校時代の太宰

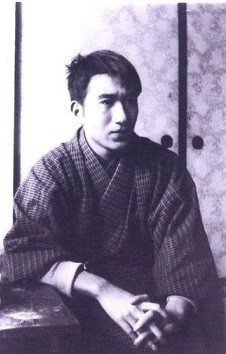
1928年頃の太宰

青森県北津軽郡金木村（後の同郡金木町、現在の五所川原市金木町）に、県下有数の大地主である父津島源右衛門と母たね（夕子）の六男として生まれた。両親にいる11人の子女のうちの10番目。
父・源右衛門は木造村の豪農松木家からの婿養子で県会議員、衆議院議員、多額納税による貴族院議員などを務めた地元の名士で、津島家は「金木の殿様」とも呼ばれていた。父は仕事で多忙な日々を送り、母は病弱だったため、生まれてすぐ乳母に育てられた。その乳母が1年足らずで辞めた後は叔母のキエ（たねの妹）が、3歳から小学校入学までは11歳ほど年上の女中・近村たけ（1898～1983）が子守りを務めた。
1916年（大正5年）、金木第一尋常小学校に入学。津島家の子弟は実際の成績に関係なく、学業は全て「甲」をつけられていたが、太宰は実際の成績も良く、開校以来の秀才と言われていたという。小学校卒業後、明治高等小学校に1年間通った。これは次兄の英治と三兄の圭治が成績不振で弘前中学校を2年で中退していたため、落ちこぼれぬよう学力補充のための通学だったとされている。

### 少年時代

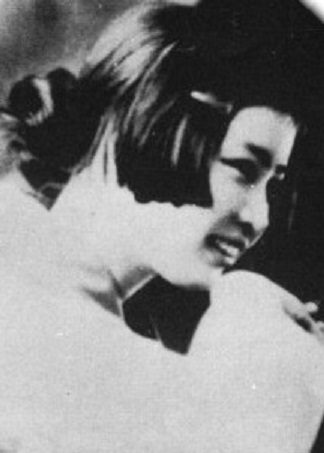
田部シメ子

1923年（大正12年）、3月4日、父源右衛門が肺癌で死去。4月、青森県立青森中学校に入学、実家を離れて下宿生活を送る。成績優秀で1年の2学期から卒業まで級長を務め、4年修了（四修）時の成績は148名中4番目であった。
芥川龍之介、志賀直哉、室生犀星、菊池寛などを愛読、井伏鱒二の『幽閉（山椒魚）』には読んで座っていられないほど興奮した。在学中の17歳頃に『校友会誌』に習作「最後の太閤」を書き、また友人と同人誌『蜃気楼』を12号まで発行。小説家を志望するようになる。しかしこの時期から怠け癖が見え始め、太宰の長兄である津島文治が、太宰の中学時代の教科書を見たところ、教師や兄弟の似顔絵がぎっしり描かれていたという。
1927年（昭和2年）旧制弘前高等学校文科甲類に優秀な成績で入学。当時の弘高は全寮制で1年次は自宅通学以外は寮に入らなければならなかったが、太宰は母の考えもあって、病弱と偽り津島家の親戚筋にあたる藤田家（現・太宰治まなびの家）で下宿生活をしていた。夏休みで金木に帰省中の7月24日、芥川龍之介の自殺を知り衝撃を受け、弘前の下宿に戻るとしばらく閉じこもっていたという。
1928年（昭和3年）、5月に同人誌『細胞文芸』を発行すると辻島衆二名義で当時流行のプロレタリア文学の影響を受けた『無間奈落』を発表するが、連載は1回で終了。津島家の反対を受けたと推測されている。この時期、学校からは、「正直ヲ缺ク（外面甚ダ正直）」という評価を受けている。またこの頃、芸者の小山初代（1912-1944年）と知り合う。
1929年（昭和4年）、弘高で起きた同盟休校事件をモデルに『学生群』を執筆、改造社の懸賞小説に応募するが落選。12月10日深夜にカルモチン自殺を図り、母たねの付き添いで大鰐温泉で1月7日まで静養した。太宰は自殺未遂の理由を『苦悩の年鑑』の中で「私は賤民ではなかった。ギロチンにかかる役のほうであった」と自分の身分と思想の違いとして書いている。

### 大学時代
1930年（昭和5年）、弘前高等学校文科甲類を76名中46番の成績で卒業。フランス語を知らぬままフランス文学に憧れて東京帝国大学文学部仏文学科に入学、上京。当時、東大英文科や国文科などには入試があったが、仏文科は不人気で無試験であった。太宰はそれを当て込んで仏文科に出願したが、たまたま1930年には仏文科でもフランス語の入試があった。目算が外れた太宰は他の志願者とともに試験場で手を挙げ、試験官の辰野隆に事情を話し、格別の配慮で入学を認められた。しかし友人の大高勝次郎などには、仏文科への志望を「肩書のカッコ良さ」や「高名な研究者の辰野隆がいるから」など、もっともらしい理由をつけて虚勢を張っていたという。
講義についていけず、美学科、美術史科への転科を検討している。小説家になるために井伏鱒二に弟子入りする。10月、小山初代が太宰の手引きで置屋を出て上京。津島家は芸者との結婚に強く反対。11月に長兄の文治が上京して説得するが、太宰は初代と結婚すると主張。文治は津島家との分家除籍を条件に結婚を認める。大学を卒業するまで毎月120円の仕送りも約束するが、財産分与を期待していた太宰は落胆する。
除籍になった10日後の11月28日、銀座のバー「ホリウッド」の女給で18歳の田部シメ子と小動岬にてカルモチンで自殺を図る。田部は死亡したが、太宰は生き残った。この事件について太宰は『東京八景』『人間失格』などで入水自殺と書いているが、当時の新聞記事では催眠剤を飲み海岸で倒れているところを発見されたと報道されている。自殺幇助罪に問われるが、文治らの働きかけで起訴猶予処分となる。
南津軽郡の碇ヶ関温泉郷の柴田旅館で、初代と仮祝言をあげるが、入籍はしなかった。年明け、太宰は文治と覚書を交わし、問題行動を起こさず、大学卒業を約束する代わりに毎月120円の仕送りを受けることになった。2月、初代が上京し、新婚生活が始まる。
1932年（昭和7年）、小説家になる決意で『思ひ出』『魚服記』を執筆。文治の助力で左翼活動から離脱（「#左翼活動」参照）。仕送りは120円から90円に減額された。

### 創作、乱れた私生活

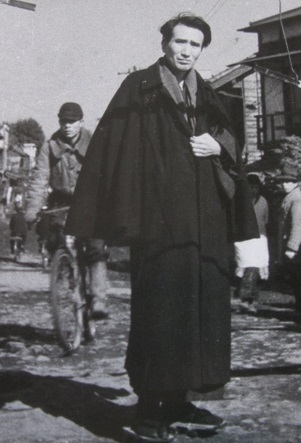
インバネスコート姿の太宰治

1933年（昭和8年）、『サンデー東奥』（2月19日発行）に『列車』を太宰治の筆名で発表。同人誌『海豹』に参加、創刊号に『魚服記』を掲載。檀一雄と知り合う。同人誌『青い花』を創刊、『ロマネスク』を発表するが、中原中也らと争い1号で休刊となった。
1935年（昭和10年）、『逆行』を『文藝』2月号に発表。大学5年目になっていた太宰は、卒業できず仕送りを打ち切られることを考え、都新聞社（現・東京新聞）の入社試験を受けるが不合格。3月18日、鎌倉で首吊り自殺を図る。4月、腹膜炎の手術を受ける。入院中に鎮痛剤パビナールの注射を受け、以後依存症となる。学費未納のため9月30日付で大学を除籍となった。
同人雑誌『日本浪曼派』(1935年5月号) に発表した『道化の華』が佐藤春夫の目に留まり、「及第点をつけ申し候」とのハガキをもらう。
第1回芥川賞が開催され、『逆行』が候補となるが落選（このとき受賞したのは石川達三『蒼氓』）。芥川賞選考委員であった佐藤は選評で「『逆行』は太宰君の今までの諸作のうちではむしろ失敗作」と厳しく、同じく選考委員である川端康成からは「作者、目下の生活に厭な雲あり」と私生活を評される。太宰は川端に「小鳥を飼い、舞踏を見るのがそんなに立派な生活なのか」と文芸雑誌『文藝通信』10月号で反撃した。太宰は精神的に落ち込み、知人の作家である今官一へ向けて、不安を掻き立てる内容の手紙を送り、慌てて返信した今の反応を楽しむような内容の手紙を送り返すという奇行に走っている。
1936年（昭和11年）、第2回芥川賞選考を前に、太宰は師事する佐藤宛てに「佐藤さん一人がたのみでございます」と受賞を乞う手紙を出すが、井伏鱒二と山岸外史から太宰のパビナール依存を聞いていた佐藤は、太宰を呼び出し入院治療を厳命。済生会芝病院に10日間入院した。第2回芥川賞の結果は「受賞該当者なし」で太宰は候補作になかった。この頃の太宰は、後述の鎮痛剤の中毒に悩まされ、友人知人問わずに死を仄めかすなど、精神的に不安定だったが、度重なる言動に激怒した雑誌記者から「死ねないくせに、脅迫、強請りだ」と罵られることもあったという。

第3回に向け、太宰は『文學界』に『虚構の春』を発表。6月21日、処女短編集『晩年』を砂子屋書房より刊行。7月11日、上野精養軒で佐藤や井伏を招いて出版記念会を行う。さらに第1回の選考をめぐり「悪党」呼ばわりした川端康成に対し献本と選考懇願の手紙を送っているが、第3回では過去に候補作となった小説家は選考対象から外すという規定が設けられ、候補にすらならなかった。
パビナール依存がひどくなり、多い時には1日50本を注射。初代の着物を質に入れ、知人に借金をして歩いた。初代が井伏鱒二に泣きつき、文治に頼まれた津島家出入りの商人の中畑慶吉と北芳四郎が、10月13日に東京武蔵野病院に強制入院させる。11月12日に退院するが、翌1937年（昭和12年）、津島家の親類の画学生小館善四郎が初代との不貞行為を告白。3月下旬、水上温泉で初代とカルモチン自殺未遂。6月には初代と離別した。

### 結婚、作家活動
1938年（昭和13年）、井伏鱒二の紹介で山梨県甲府市出身の地質学者・石原初太郎の四女の美知子と見合い。このとき、太宰は媒酌人を渋る井伏に対して「結婚誓約書」という文書を提出した。その中でこれまでの乱れた生活を反省、家庭を守る決意をして「再び破婚を繰り返した時には私を完全の狂人として棄てて下さい」と書いている。翌年1月8日、井伏の自宅で結婚式を挙げる。同日、甲府市街の北に位置する甲府市御崎町（現・甲府市朝日五丁目）に移り住む。9月1日、東京府北多摩郡三鷹村下連雀に転居。精神的にも安定し、『女生徒』『富嶽百景』『駆込み訴え』『走れメロス』などの優れた短編を発表した。『女生徒』は川端康成が「『女生徒』のような作品に出会えることは、時評家の偶然の幸運」と激賞、原稿の依頼が急増した。
1941年（昭和16年）、文士徴用令に呼ばれるが、身体検査で肺浸潤とされて徴用免除される。太田静子に会い、日記を書くことを勧める。太平洋戦争中も『津軽』『お伽草紙』や長編小説『新ハムレット』『右大臣実朝』など旺盛な創作活動を継続。戦前から戦中にかけては甲府の湯村温泉（現・信玄の湯 湯村温泉）に度々逗留し、同温泉の「旅館明治」を定宿としていたほか、銭湯の「喜久乃湯温泉」にも通っていた。
1945年（昭和20年）3月10日、東京大空襲に遭い、甲府にある美知子の実家に疎開。7月6日から7日にかけての甲府空襲で石原家は全焼。津軽の津島家へ疎開。終戦を迎えた。

### 『斜陽』、もつれた女性関係

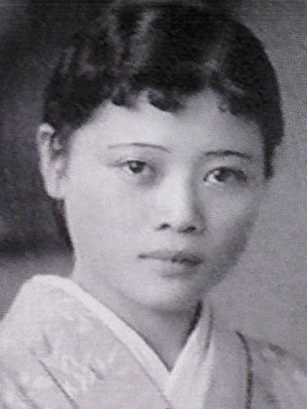
太田静子

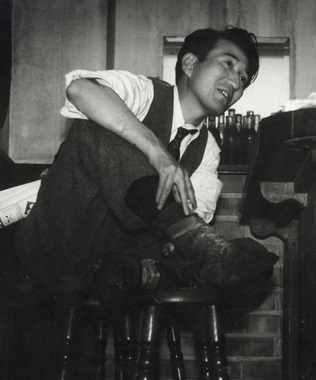
1946年、銀座のバー「ルパン」にて（林忠彦撮影）

1945年10月から翌1946年1月まで『河北新報』に『パンドラの匣』を連載。これは『雲雀の声』として書き下ろしたものの印刷所が空襲に遭い、燃えてしまった原稿のゲラを手直ししたものである。1946年（昭和21年）11月14日、東京に戻る。チェーホフの『桜の園』のような没落貴族の小説を構想、1947年（昭和22年）2月、神奈川県下曾我で太田静子と再会、日記を借りる。3月27日、美容師の山崎富栄と知り合う。

没落華族を描いた長編小説『斜陽』を『新潮』に連載。12月15日、単行本として出版されるとベストセラーになり、「斜陽族」が流行語となるなど流行作家となる。『斜陽』の完成と前後して、登場人物のモデルとなった歌人太田静子との間に娘の太田治子が生まれ、太宰は認知した。
10月頃、新潮社の野原一夫は太宰が愛人の山崎富栄の部屋で大量に喀血しているのを目撃しているが、富栄は慣れた様子で手当てをしていたという。1948年（昭和23年）、『人間失格』『桜桃』などを書きあげる。富栄は手際が良く、「スタコラさっちゃん」と呼ばれ、太宰の愛人兼秘書のような存在になっていた。美容師を辞め、20万円ほどあった貯金も太宰の遊興費に使い果たした。部屋に青酸カリを隠していると脅し、6月7日以降、太宰は富栄の部屋に軟禁状態になった。心配した筑摩書房社長の古田晁が井伏鱒二に相談し、御坂峠の天下茶屋で静養させる計画を立てる。6月12日、太宰は古田が週末の下宿先にしていた埼玉県大宮市の宇治病院を訪ねるが、古田は静養の準備のため信州（長野県）に出張中だった。

### 最期

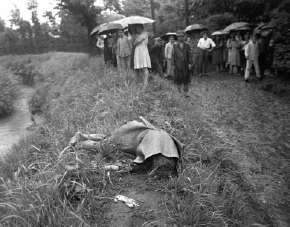
引き揚げられた太宰と富栄の遺体

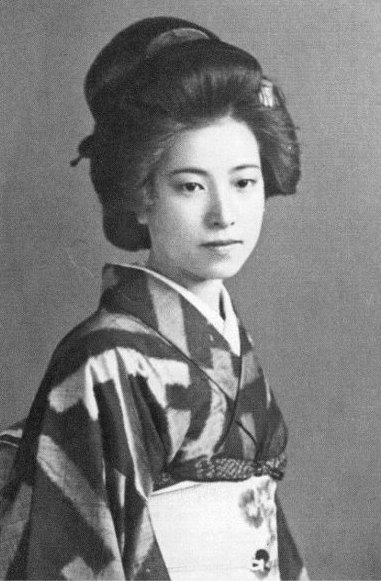
山崎富栄

1948年（昭和23年）6月13日、玉川上水で山崎富栄と入水した。満38歳没。2人の遺体は6日後の6月19日、奇しくも太宰の39回目の誕生日に発見され、この日は彼が死の直前に書いた短編「桜桃」にちなみ、太宰と同郷で生前交流のあった今官一により「桜桃忌」と名付けられた。
この事件は当時から様々な憶測を生み、富栄による無理心中説、狂言心中失敗説などが唱えられていた。津島家に出入りしていた呉服商の中畑慶吉は三鷹警察署の刑事に入水の現場を案内され、下駄を思い切り突っ張った跡があったこと、手をついて滑り落ちるのを止めようとした跡も歴然と残っていたと述べ、「一週間もたち、雨も降っているというのに歴然とした痕跡が残っているのですから、よほど強く"イヤイヤ"をしたのではないでしょうか」「太宰は『死にましょう』といわれて、簡単に『よかろう』と承諾したけれども、死の直前において突然、生への執着が胸を横切ったのではないでしょうか」と推測している。
中畑は三鷹警察署の署長から意見を求められ「私には純然たる自殺とは思えぬ」と確信をもって答えた。すると署長も「自殺、つまり心中ということを発表してしまった現在、いまさらとやかく言っても仕方がないが、実は警察としても（自殺とするには）腑に落ちぬ点もあるのです」と発言した。
『朝日新聞』と『朝日評論』に掲載したユーモア小説「グッド・バイ」が未完の遺作となった。奇しくもこの作品の13話が絶筆になったのは、キリスト教のジンクス（13 (忌み数)）を暗示した太宰の最後の洒落だったとする説（檀一雄）もある。自身の体調不良や、一人息子がダウン症で知能に障害があったことを苦にしていたのが自殺の一つの理由だったとする説もあった。

しかし、50回忌を目前に控えた1998年（平成10年）5月23日に遺族らが公開した太宰の9枚からなる遺書では、美知子宛に「誰よりも愛してゐました」とし、続けて「小説を書くのがいやになつたから死ぬのです」と自殺の動機を説明。遺書はワラ半紙に毛筆で清書され、署名もあり、これまでの遺書は下書き原稿であったことが判った。
既成文壇に対する宣戦布告とも言うべき連載評論「如是我聞」の最終回は死後に掲載された。東京・杉並区梅里の堀ノ内斎場にて荼毘に付される。戒名は文綵院大猷治通居士。

## 略年譜

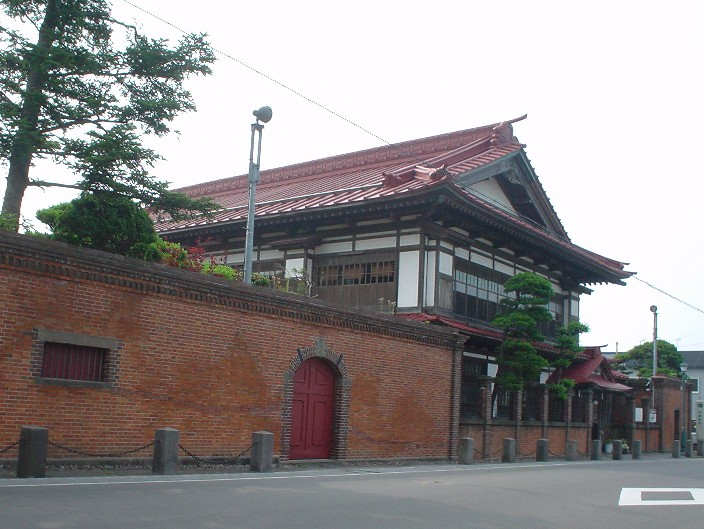
太宰治記念館 「斜陽館」

- 1909年6月19日 - 青森県北津軽郡金木村大字金木字朝日山（現・五所川原市）に生まれる。
- 1916年4月 - 金木第一尋常小学校に入学。
- 1922年4月 - 金木第一尋常小学校を卒業し学力補充のため、四ヵ村組合立明治高等小学校に一年間通学。
- 1923年
  - 3月4日 - 父・源右衛門が貴族院議員（多額納税）在任中に東京で死去。
  - 4月 - 青森県立青森中学校（新制県立青森高校の前身）に入学。青森市内の遠縁の家より通学。
- 1925年 - この頃より作家を志望、級友との同人雑誌などに小説・戯曲やエッセイを発表。
- 1927年
  - 4月 - 弘前高等学校（新制弘前大学の前身の一つ）文科甲類に入学。
  - 7月 - 芥川龍之介の自殺に大きな衝撃を受ける。
  - 9月 - 青森の芸妓・小山初代と知り合う。
- 1928年
  - 5月 - 同人雑誌『細胞文芸』を創刊し、「辻島衆二」名義で『無間奈落』を発表[67]。
  - 9月 - 四号で廃刊するまでに井伏鱒二、舟橋聖一らの寄稿を得る。
- 1929年12月 - カルモチンで自殺を図る。
- 1930年
  - 3月 - 弘前高等学校を卒業。
  - 4月 - 東京帝国大学仏学科入学。
  - 5月 - 井伏鱒二のもとに出入りするようになる。
  - 11月 - カフェの女給・田部シメ子と鎌倉の小動岬で心中未遂を起こす。田部のみ死亡したため、自殺幇助の容疑で検事から取り調べを受けたが、兄・文治たちの奔走が実って起訴猶予となった。
- 1931年2月 - 小山初代同棲。
- 1933年2月 - 『サンデー東奥』に短編「列車」を太宰治の筆名で発表。ペンネームを使った理由を「従来の津島では、本人が伝ふときには『チシマ』ときこえるが、太宰といふ発音は津軽弁でも『ダザイ』である。よく考へたものだと私は感心した」と井伏鱒二の回想「太宰君」にて記されている。
- 1934年12月 - 檀一雄、山岸外史、木山捷平、中原中也、津村信夫等と文芸誌『青い花』を創刊するも、創刊号のみで廃刊。
- 1935年
  - 3月 - 都新聞社の入社試験に落ち、鎌倉で縊死を企てるも失敗に終わる。
  - 8月10日 - 第1回芥川賞は石川達三の『蒼氓』に決まる。太宰の「逆行」は次席となった。選考委員の佐藤春夫の自宅をその後訪問し、以後師事する。
  - 9月30日 - 東大を除籍。
- 1936年
  - 6月25日 - 最初の単行本『晩年』（砂子屋書房）刊行。
  - 10月13日 - パビナール中毒治療のため東京武蔵野病院に入院。
  - 11月12日 - 東京武蔵野病院を退院。
- 1937年
  - 3月 - 小山初代が津島家の親類の画学生小館善四郎と密通していたことを知る。初代と心中未遂、離別。
  - 6月21日 - 井伏鱒二の斡旋で杉並区天沼1丁目へ転居。
- 1938年
  - 9月18日 - 石原美知子と見合いをする。
  - 11月6日 - 美知子と婚約。
- 1939年
  - 1月8日 - 杉並区の井伏鱒二宅にて結婚式を挙げる。同日、山梨県甲府市御崎町の新居に移る。
  - 9月1日 - 東京府北多摩郡三鷹村下連雀に転居。
- 1940年
  - 5月 - 『走れメロス』出版。
- 1941年6月7日 - 長女・園子誕生。
- 1944年8月10日 - 長男・正樹誕生。
- 1945年
  - 3月 - 妻子を甲府の石原家に疎開させる。
  - 4月2日 - 三鷹も空襲を受ける。甲府の石原家に疎開。
  - 7月 - 爆撃のため甲府の石原家も全焼。妻子を連れ、かろうじて津軽の生家へたどりつく。

- 1946年

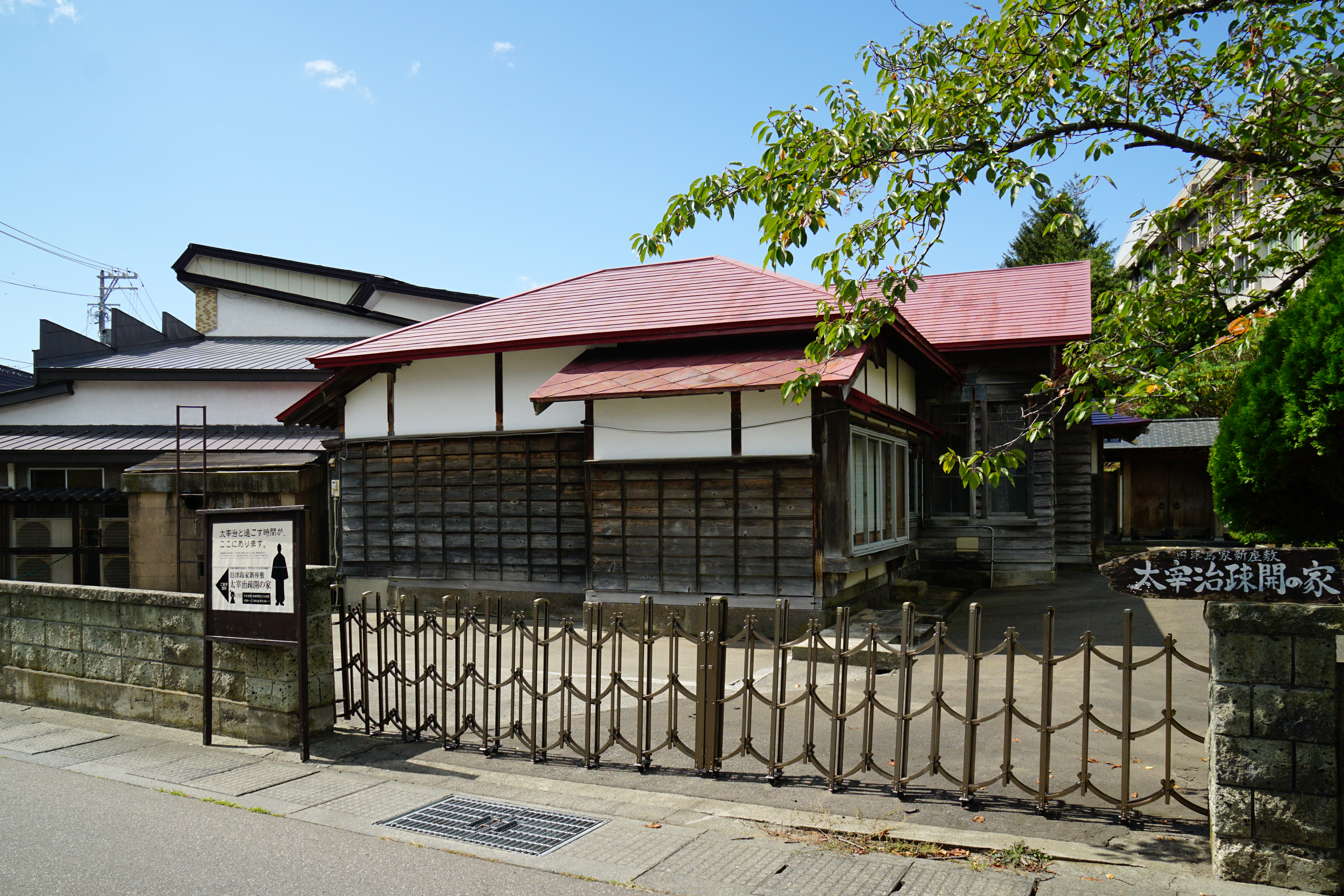
津島家新座敷（五所川原市）

  - 4月10日 - 戦後最初の衆議院議員総選挙が行われ、長兄文治が当選。
  - 11月14日 - 妻子とともに三鷹の自宅に帰る。
- 1947年
  - 2月21日 - 神奈川県下曾我に愛人の太田静子を訪ね、一週間滞在した後、田中英光が疎開していた沼津市に行き、安田屋旅館に逗留して3月上旬までかかって『斜陽』の一、二章を書く（完成は6月末[68]）。
  - 3月30日 - 次女・里子（津島佑子）誕生。
  - 4月12日 - 長兄文治が青森県知事に就任。
  - 11月12日 - 太田静子との間に女児（太田治子）誕生。
- 1948年
  - 3月7日 - 『人間失格』執筆のため熱海の「起雲閣」に向かう。同作品は5月10日、埼玉県大宮市で完成。
  - 6月13日 - 愛人の山崎富栄と玉川上水（東京都北多摩郡三鷹町、現・三鷹市）の急流にて入水心中、38歳で死去。
  - 6月19日 - 遺体が玉川上水の下流で見つかる。
- 1998年12月31日 - 没年50年にのっとり、著作権法による著作権の保護期間が終了[注釈 7]。

## エピソード

### 左翼活動
1929年（昭和4年）、弘前高校で校長の公金流用が発覚し、学生たちは上田重彦（石上玄一郎）社会科学研究会リーダーのもと5日間の同盟休校（ストライキ）を行い、校長の辞職、生徒の処分なしという成果を勝ち取る。太宰はストライキにほとんど参加しなかったが、当時流行のプロレタリア文学を真似て、事件を『学生群』という小説にまとめ、上田に朗読して聞かせている。津島家は太宰の左翼活動を警戒した。翌年1月16日、特高は田中清玄の武装共産党の末端活動家として動いていた上田ら弘高社研の学生9名を逮捕。3月3日、逮捕された上田ら4人は放校処分、3人が諭旨退学、2人が無期停学となっている。
大学生になった太宰は活動家の工藤永蔵と知り合い、共産党に毎月10円の資金カンパをする。初代との結婚で津島家を分家除籍にされたのは、政治家でもある文治に非合法活動の累が及ぶのを防ぐためでもあった。結婚してからはシンパを匿うよう命令され、引っ越しを繰り返した。やがて警察にマークされるようになり、2度も留置所に入れられた。1932年（昭和7年）7月、文治は連絡のつかなかった太宰を探し当て、青森警察署に出頭させる。12月、青森検事局で誓約書に署名捺印して左翼活動から完全離脱した。

### その他
- 太宰の墓は三鷹市中心部の禅林寺にあり、太宰と富栄の遺体が引き揚げられた6月19日には毎年多くの愛好家が訪れている。これは一般に「桜桃忌」と称されている。太宰の出身地・金木でも桜桃忌の行事を行っていたが「生誕地には生誕を祝う祭の方がふさわしい」という遺族の要望もあり、生誕90周年となる1999年（平成11年）から「太宰治生誕祭」に名称を改めた。
- 嵐山光三郎によれば、身長175cmで当時の日本人としては長身の男性だったという[77]。随筆『服装に就いて』では長身であった悩みを綴っている。

- 大食漢だった[79]。新婚当初、酒の肴に湯豆腐を好み、豆腐屋から何丁も豆腐を買っていたため近所の噂になるほどだった。太宰曰く「豆腐は酒の毒を消す。味噌汁は煙草の毒を消す」とのことだったが、歯が悪いのと（後述）、何丁食べてもたかが知れているのが理由だった[80]。京都「大市」のスッポン料理や、三鷹の屋台「若松屋」のウナギ料理が好きだった。味の素が好物で、鮭缶を丼に開け、味の素を大量にふりかけて食べた[81]。味噌汁も好きだった。生家が一時養鶏業をやっていたこともあり、鶏の解剖が隠れた趣味だった。戦時中、妻の美知子が三鷹の農家から生きた鶏1羽を買ってくると、自分でさばいて水炊きや鍋にして食べた[82][83]。短編『禁酒の心』にあるように酒もよく飲んだ。体に悪いと言われると「酒を飲まなければ、クスリをのむことになるが、いいか」と弁解した[84]。
- 足のサイズも11文（約26.4 cm）と大きく、甲高でもあったので足に合う靴や足袋がなく苦労していた。戦後の戦災者への配給で兵隊靴（軍用ブーツ）を購入すると、これを気に入り愛用した。林忠彦が撮影した銀座のバー「ルパン」の写真で履いているのがこの兵隊靴である[85]。
- 28歳の頃、駆け出しの自分を評価した佐藤春夫に誠意を見せるため、1937（昭和12）年1月1日付の西北新報に短いコラム「春夫と旅行できなかつた話」を執筆している[86]。
- 30歳前後の頃、三鷹の家で弟子の堤重久と飲んでいた所、知人の編集者が合流して文学談議となったが、気を良くした太宰が堤に「今晩はなんでも聞け、明確に答えてみせるぞ」と断言したが、太宰も知人の編集者も全く知らない17世紀の僧侶・契沖について尋ねられ、答えに窮して暫し両手を揉み合わせて考え込んだ後、唐突に大笑いをしてから「大物過ぎて一晩で語り尽せない。近い内に席を改めて――」とはぐらかしたという[87]。
- 虫歯だらけの「みそっ歯」だったが、美知子夫人の勧めで歯医者に通い、32歳でほとんど入れ歯にした[88]。
- 三鷹駅西側にあった、三鷹電車庫（現・三鷹車両センター）と中央本線をまたぐ三鷹跨線人道橋（2023年12月に閉鎖・撤去）にはよく通ったという[89][90][91][92][93]。
- 1949年4月11日、東京財務局が発表した所得番付では、100万円台の収入が記録されており、作家陣の中では上位となっている[94]

## 作品一覧

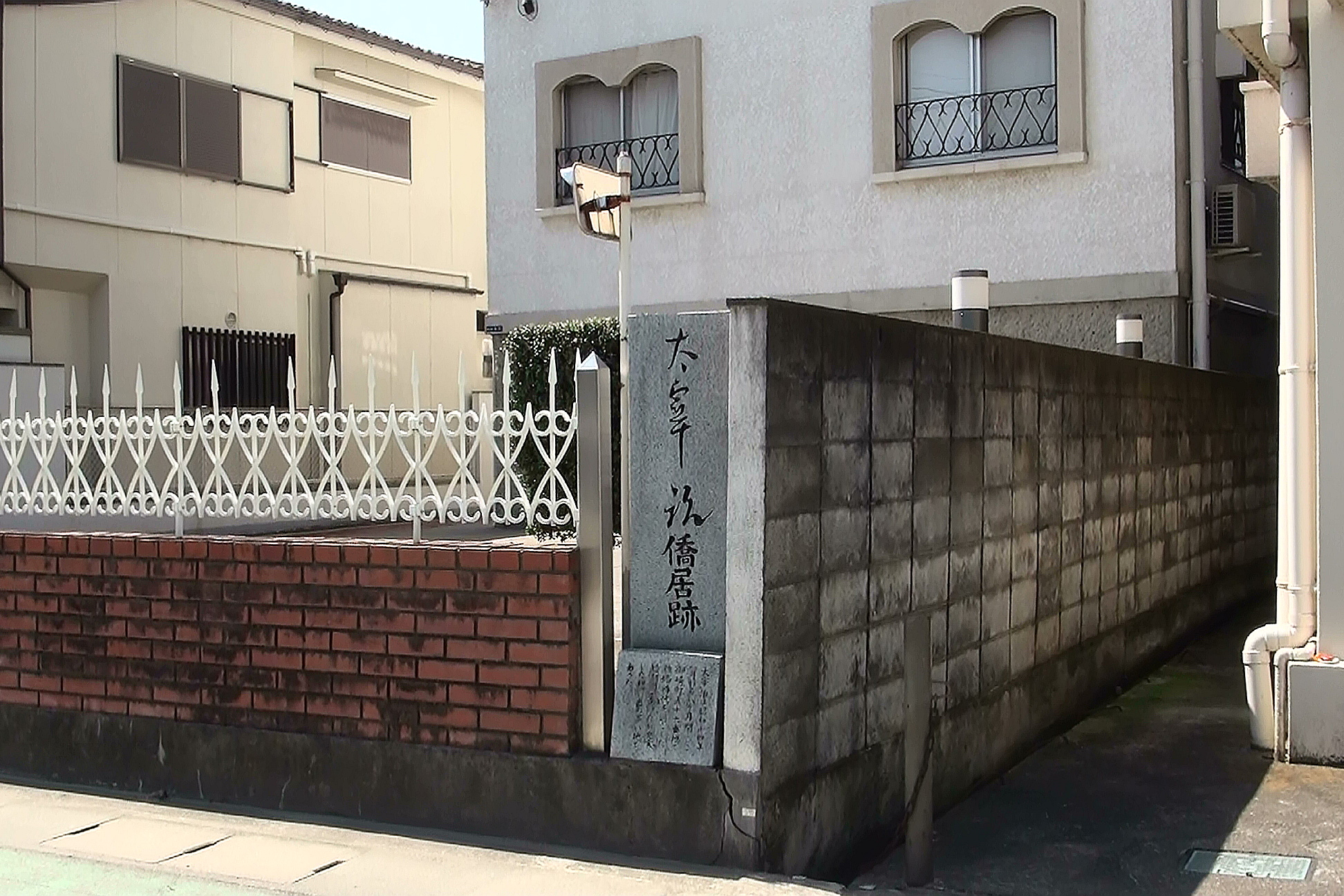
甲府市朝日（旧御崎町）の太宰治旧居跡

### 作品
| 作品名                 | 初出 | 単行本                                          |
| ---------------------- | --- | ----------------------------------------------- |
| ロマネスク             | 『青い花』1934年12月号                                                                                            | 『晩年』（砂子屋書房、1936年6月）               |
| 道化の華               | 『日本浪曼派 第一巻第三号』 1935年5月号                                                                           | 『晩年』（砂子屋書房、1936年6月）               |
| ダス・ゲマイネ         | 『文藝春秋』1935年10月号                                                                                          |                                                 |
| 燈籠                   | 『若草』1937年10月号                                                                                              | 『女性』（博文館、1942年6月）                   |
| 富嶽百景               | 『文体』1939年2月号、3月号                                                                                        | 『女生徒』（砂子屋書房、1939年7月）             |
| 黄金風景               | 『國民新聞』1939年3月2日、3月3日                                                                                  | 『女生徒』（砂子屋書房）                        |
| 女生徒                 | 『文學界』1939年4月号                                                                                             | 『女生徒』（砂子屋書房）                        |
| 新樹の言葉             | 書き下ろし | 『愛と美について』（竹村書房、1939年5月）       |
| 葉桜と魔笛             | 『新潮』1939年6月号                                                                                               | 『皮膚と心』（竹村書房、1940年4月）             |
| 八十八夜               | 『新潮』1939年8月号                                                                                               | 『皮膚と心』（竹村書房）                        |
| 畜犬談                 | 『文学者』1939年10月号                                                                                            | 『皮膚と心』（竹村書房）                        |
| 皮膚と心               | 『文學界』1939年11月号                                                                                            | 『皮膚と心』（竹村書房）                        |
| 俗天使                 | 『新潮』1940年1月号                                                                                               | 『皮膚と心』（竹村書房）                        |
| 鷗                     | 『知性』1940年1月号                                                                                               | 『皮膚と心』（竹村書房）                        |
| 春の盗賊               | 『文芸日本』1940年1月号                                                                                           | 『女の決闘』（河出書房、1940年6月）             |
| 女の決闘               | 『月刊文章』1940年1月号〜6月号                                                                                    | 『女の決闘』（河出書房）                        |
| 駈込み訴へ             | 『中央公論』1940年2月号                                                                                           | 『女の決闘』（河出書房）                        |
| 走れメロス             | 『新潮』1940年5月号                                                                                               | 『女の決闘』（河出書房）                        |
| 古典風                 | 『知性』1940年6月号                                                                                               | 『女の決闘』（河出書房）                        |
| 乞食学生               | 『若草』1940年7月号〜12月号                                                                                       | 『東京八景』（実業之日本社、1941年5月）         |
| きりぎりす             | 『新潮』1940年11月号                                                                                              | 『東京八景』（実業之日本社）                    |
| 東京八景               | 『文學界』1941年1月号                                                                                             | 『東京八景』（実業之日本社）                    |
| 清貧譚                 | 『新潮』1941年1月号                                                                                               | 『千代女』（筑摩書房、1941年8月）               |
| みみずく通信           | 『知性』1941年1月号                                                                                               | 『千代女』（筑摩書房）                          |
| 佐渡                   | 『公論』1941年1月号                                                                                               | 『千代女』（筑摩書房）                          |
| 千代女                 | 『改造』1941年6月号                                                                                               | 『千代女』（筑摩書房）                          |
| 新ハムレット           | 書き下ろし | 『新ハムレット』（文藝春秋、1941年7月）         |
| 風の便り               | 『文學界』1941年11月号 『文藝』1941年11月号 『新潮』1941年12月号                                                  | 『風の便り』（利根書房、1942年4月）             |
| 誰                     | 『知性』1941年12月号                                                                                              | 『風の便り』（利根書房）                        |
| 恥                     | 『婦人画報』1942年1月号                                                                                           | 『女性』（博文館）                              |
| 十二月八日             | 『婦人公論』1942年2月号                                                                                           | 『女性』（博文館）                              |
| 律子と貞子             | 『若草』1942年2月号                                                                                               | 『風の便り』（利根書房）                        |
| 水仙                   | 『改造』1942年5月号                                                                                               | 『日本小説代表作全集 9』（小山書店、1943年1月） |
| 正義と微笑             | 書き下ろし | 『正義と微笑』（錦城出版社、1942年6月）         |
| 黄村先生言行録         | 『文學界』1943年1月号                                                                                             | 『佳日』（肇書房、1944年8月）                   |
| 右大臣実朝             | 書き下ろし | 『右大臣実朝』（錦城出版社、1943年9月）         |
| 不審庵                 | 『文藝世紀』1943年10月号                                                                                          | 『佳日』（肇書房）                              |
| 花吹雪                 | 書き下ろし | 『佳日』（肇書房）                              |
| 佳日                   | 『改造』1944年1月号                                                                                               | 『佳日』（肇書房）                              |
| 散華                   | 『新若人』1944年3月号                                                                                             | 『佳日』（肇書房）                              |
| 津軽                   | 書き下ろし | 『津軽』（小山書店、1944年11月）                |
| 新釈諸国噺             | 『新潮』1944年1月号、10月号 『文藝』1944年5月号 『文藝世紀』1944年9月号 『月刊東北』1944年11月号 ほかは書き下ろし | 『新釈諸国噺』（生活社、1945年1月）             |
| 竹青                   | 『文藝』1945年4月号                                                                                               | 『薄明』（新紀元社、1946年11月）                |
| 惜別                   | 書き下ろし | 『惜別』（朝日新聞社、1945年9月）               |
| お伽草紙               | 書き下ろし | 『お伽草紙』（筑摩書房、1945年10月）            |
| パンドラの匣           | 『河北新報』 1945年10月22日〜1946年1月7日                                                                         | 『パンドラの匣』（河北新報社、1946年6月）       |
| 十五年間               | 『文化展望』1946年4月号（創刊号）                                                                                 |                                                 |
| 冬の花火               | 『展望』1946年6月号                                                                                               | 『冬の花火』（中央公論社、1947年7月）           |
| 春の枯葉               | 『人間』1946年9月号                                                                                               | 『冬の花火』（中央公論社）                      |
| 雀                     | 『思潮』1946年9月号                                                                                               | 『冬の花火』（中央公論社）                      |
| 親友交歓               | 『新潮』1946年12月号                                                                                              | 『ヴィヨンの妻』（筑摩書房、1947年8月）         |
| 男女同権               | 『改造』1946年12月号                                                                                              | 『ヴィヨンの妻』（筑摩書房）                    |
| トカトントン           | 『群像』1947年1月号                                                                                               | 『ヴィヨンの妻』（筑摩書房）                    |
| メリイクリスマス       | 『中央公論』1947年1月号                                                                                           | 『ヴィヨンの妻』（筑摩書房）                    |
| ヴィヨンの妻           | 『展望』1947年3月号                                                                                               | 『ヴィヨンの妻』（筑摩書房）                    |
| 女神                   | 『日本小説』1947年5月号                                                                                           | 『女神』（白文社、1947年10月）                  |
| フォスフォレッスセンス | 『日本小説』1947年7月号                                                                                           | 『太宰治随想集』（若草書房、1948年3月）         |
| 眉山                   | 『小説新潮』1948年3月号                                                                                           | 『桜桃』（実業之日本社、1948年7月）             |
| 斜陽                   | 『新潮』1947年7月号〜10月号                                                                                       | 『斜陽』（新潮社、1947年12月）                  |
| 如是我聞               | 『新潮』1948年3月号、5月号〜7月号                                                                                 | 『如是我聞』（新潮社、1948年11月）              |
| 人間失格               | 『展望』1948年6月号〜8月号                                                                                        | 『人間失格』（筑摩書房、1948年7月）             |
| グッド・バイ           | 『朝日新聞』1948年6月21日 『朝日評論』1948年7月1日                                                                | 『人間失格』（筑摩書房）                        |

### 単行本
| 書名             | 出版社       | 出版年月日     | 備考                                |
| ---------------- | ------------ | -------------- | ----------------------------------- |
| 晩年             | 砂子屋書房   | 1936年6月25日  | 作品集                              |
| 虚構の彷徨       | 新潮社       | 1937年6月1日   | 作品集                              |
| 二十世紀旗手     | 版画荘       | 1937年7月20日  | 作品集                              |
| 愛と美について   | 竹村書房     | 1939年5月20日  | 書き下ろし作品集                    |
| 女生徒           | 砂子屋書房   | 1939年7月20日  | 作品集                              |
| 皮膚と心         | 竹村書房     | 1940年4月20日  | 作品集                              |
| 思ひ出           | 人文書院     | 1940年6月1日   | 作品集                              |
| 女の決闘         | 河出書房     | 1940年6月15日  | 作品集                              |
| 東京八景         | 実業之日本社 | 1941年5月3日   | 作品集                              |
| 新ハムレット     | 文藝春秋     | 1941年7月2日   | 書き下ろし長編小説                  |
| 千代女           | 筑摩書房     | 1941年8月25日  | 作品集                              |
| 風の便り         | 利根書房     | 1942年4月16日  | 作品集                              |
| 老ハイデルベルヒ | 竹村書房     | 1942年5月20日  | 作品集                              |
| 正義と微笑       | 錦城出版社   | 1942年6月10日  | 書き下ろし長編小説                  |
| 女性             | 博文館       | 1942年6月30日  | 作品集                              |
| 信天翁           | 昭南書房     | 1942年11月15日 | 作品集                              |
| 富嶽百景         | 新潮社       | 1943年1月10日  | 作品集                              |
| 右大臣実朝       | 錦城出版社   | 1943年9月25日  | 書き下ろし長編小説                  |
| 佳日             | 肇書房       | 1944年8月20日  | 作品集                              |
| 津軽             | 小山書店     | 1944年11月15日 | 書き下ろし長編小説                  |
| 新釈諸国噺       | 生活社       | 1945年1月27日  | 作品集                              |
| 惜別             | 朝日新聞社   | 1945年9月5日   | 書き下ろし長編小説                  |
| お伽草紙         | 筑摩書房     | 1945年10月25日 | 書き下ろし作品集                    |
| パンドラの匣     | 河北新報社   | 1946年6月5日   | 長編小説                            |
| 玩具             | あづみ書房   | 1946年8月10日  | 作品集                              |
| 薄明             | 新紀元社     | 1946年11月20日 | 作品集                              |
| 猿面冠者         | 鎌倉文庫     | 1947年1月20日  | 作品集                              |
| 道化の華         | 実業之日本社 | 1947年2月20日  | 作品集                              |
| 黄村先生言行録   | 日本出版     | 1947年3月15日  | 作品集                              |
| 姥捨             | ポリゴン書房 | 1947年6月10日  | 作品集                              |
| 冬の花火         | 中央公論社   | 1947年7月5日   | 作品集                              |
| ろまん燈籠       | 用力社       | 1947年7月10日  | 作品集                              |
| ヴィヨンの妻     | 筑摩書房     | 1947年8月5日   | 作品集                              |
| 狂言の神         | 三島書房     | 1947年8月30日  | 作品集                              |
| 女神             | 白文社       | 1947年10月5日  | 作品集                              |
| 斜陽             | 新潮社       | 1947年12月15日 | 長編小説                            |
| 太宰治随想集     | 若草書房     | 1948年3月21日  | 作品集                              |
| 桜桃             | 実業之日本社 | 1948年7月25日  | 作品集                              |
| 人間失格         | 筑摩書房     | 1948年7月25日  | 長編小説 （「グッド・バイ」も収録） |
| 如是我聞         | 新潮社       | 1948年11月10日 | 随筆集                              |
| 地図             | 新潮文庫     | 2009年4月25日  | 初期作品集                          |

### 絵画
太宰は、絵画も描いた。東京美術学校（現在の東京芸術大学）に進んだ兄・圭治の影響もあって子供時代から美術に関心が持ち、長じては文壇内だけでなく画家とも交流を持ち、杉並時代は久富邦夫、三鷹時代は桜井浜江と近所に住んでいた画家と往来があった。三鷹市美術ギャラリーが2018年から太宰が描いた絵画9点を所蔵し、太宰の担当編集者であった石井立（たつ）の遺族がこれを見て石井立が所蔵していた太宰作と思われる肖像画を新たに寄贈し、鑑定により太宰作と判断された。

## 作品研究
- 「無頼派」または「新戯作派」の一人に数えられる太宰は、4回の自殺未遂や自身の生活態度ととも相まって、退廃的な作風にのみ焦点があてられがちだが、『お伽草紙』『新釈諸国噺』「畜犬談」「親友交歓」「黄村先生言行録」などユーモアの溢れる作品を多数残している。永らく太宰文学を好きになれなかったという杉森久英は、戦後だいぶ経ってから『お伽草紙』や『新釈諸国噺』を読んで感嘆し、それまで太宰を一面的にしか捉えていなかった自分の不明を深く恥じたという[98]。

- 長編・短編ともに優れていたが、特に「満願」等のようにわずか原稿用紙数枚で見事に書き上げる小説家としても高く評価されている。

- 女性一人称の作品を多く執筆した。「女生徒」「千代女」「葉桜と魔笛」「皮膚と心」「恥」「十二月八日」「きりぎりす」「燈籠」「雪の夜の話」「待つ」「誰も知らぬ」「おさん」などがある。太宰の代表作とみなされる『斜陽』「ヴィヨンの妻」もそうである。なお「女生徒」は、未知の女性の読者から送られてきた日記に基づいて執筆したものである[99]。

- 聖書やイエス・キリストに太宰は強い関心を抱き続けた。その思いは作品にも色濃く現れている。「駈込み訴え」（『中央公論』1940年2月号）では一般的に裏切り者・背反者として認知されるイスカリオテのユダの心の葛藤が描かれている。小説「パンドラの匣」は、詩人の大月花宵（越後獅子）にキリストの精神に基づいた自由思想を語らせ、次作の回想記「十五年間」の最後に太宰は「パンドラの匣」を引用し、大月（越後獅子）が「西洋の思想は、すべてキリストの精神を基底にして、或いはそれを敷衍し、或いはそれを卑近にし、或いはそれを懐疑し、人さまざまの諸説があっても結局、聖書一巻にむすびついていると思う」などと語る一場面で了となる[100]。他に聖書やキリストに言及した作品に『正義と微笑』「律子と貞子」「誰」「恥」「鷗」「散華」「父」「桜桃」などがあり、随筆でもよく触れている。

- 「火の鳥」「男女同権」「ヴィオンの妻」など男性の権利を訴える作品を執筆し、後のマスキュリズム文学にも影響を与えた。

- 1948年4月、太宰の死の直前から『太宰治全集』が八雲書店から刊行開始されるが、同社の倒産によって中断した。その後、創藝社から新しく『太宰治全集』が刊行される。しかし書簡や習作なども完備した本格的な全集は1955年に筑摩書房から刊行されたものが初めてである。

- 2009年（平成21年）、プランゲ文庫に所蔵された資料から、連合国軍占領下に出版された際の「人魚の海」「鉄面皮」「校長三代」「貨幣」「黄村先生言行録」「不審庵」「佳日」などは連合国軍最高司令官総司令部（GHQ）の検閲によって削除が指示されていたことが明らかになった[101][102]。現在刊行されている太宰作品はそれぞれの初版を基にしているが、太宰は終戦までは内務省の、占領期はGHQの検閲に書き換えなどで対応し、初版や最終版と異なる作品もあることが、『太宰治 単行本でたどる検閲の影』（安藤宏/斎藤理生 編著、秀明大学出版会、2020年）などで明らかになっている[103][104][105]。

- 2014年（平成26年）12月、韓国語版の「太宰治全集」全10巻が完結した。小説は発表順に収められ、同全集にはエッセイを含む全作品が収録されている[106]。

## 家族・親族

### 津島家
（青森県北津軽郡金木村〈のちの北津軽郡金木町、現・青森県五所川原市〉）
津島家の家系については様々な説があり、明確ではない。初代惣助は豆腐を売り歩く行商人だったという。1946年（昭和21年）に発表した『苦悩の年鑑』のなかで「私の生れた家には、誇るべき系図も何も無い。どこからか流れて来て、この津軽の北端に土着した百姓が、私たちの祖先なのに違ひない。私は、無智の、食ふや食はずの貧農の子孫である。私の家が多少でも青森県下に、名を知られ始めたのは、曾祖父惣助の時代からであつた」と書いている。惣助は油売りの行商をしながら金貸しで身代を築いていったという。また、津島家は、旧対馬国から日本海を渡って津軽に定住した一族であるとする伝承もあり、菩提寺南台寺の墓碑でも祖先は“対馬姓”となっている。この“対馬姓”と刻まれた墓について、太宰の甥津島康一（俳優）は、「どっからかもってきたんじゃないかな」となにやら意味ありげな“対馬姓”の刻名を信用していない口ぶりで「うちの系図はやばいんですよ」と恥ずかしそうに述べている。
津島家を県下有数の大地主に押し上げた三代目惣助は嘉瀬村の山中家出身で、元の名を勇之助といった。1835年（天保6年）に大百姓・山中久五郎の次男として生まれ、1859年（安政6年）津島家の婿養子となった。山中家の先祖は、「能登国山中庄山中城主の一族」だったと伝えられている。1867年（慶応3年）に二代目惣助が他界し、家督を相続して三代目「惣助」を襲名した。油売りのほか、木綿などの繊維製品も扱い、金貸しで財を蓄えて新興の大地主となった。1894年（明治27年）に北津軽郡会議員の大地主互選議員に当選、1895年（明治28年）に北津軽郡所得税調査委員選挙に当選。1897年（明治30年）、合資会社「金木銀行」を設立。再び郡会の大地主議員となり、県内多額納税者番付の12位に入って貴族院議員の互選資格を手に入れた。無名の金貸し惣助からちょっとした地方名士として名を成したのであった。
跡取りがいなかったため婿養子・惣五郎を迎える。惣五郎にも跡取りがいなかったため源右衛門が婿養子となった。家紋は「鶴の丸」である。金木の生家は源右衛門が建造したもので、太宰治記念館 「斜陽館」として公開され、国の重要文化財に指定されている。

#### 両親
父・源右衛門
1871年（明治3年）生 - 1923年（大正12年）没
松木家から婿養子として津島家に入った。病弱な惣五郎に代わって惣助から家督を譲られる。1901年（明治34年）、県会議員に当選。1922年（大正11年）に貴族院議員となるが、翌年肺臓癌で死去。
母・たね（夕子）
1873年（明治6年）生 - 1942年（昭和17年）没
惣五郎の長女。太宰含め七男四女を生む。69歳で死去。

#### 兄弟姉妹
※がついている人物は太宰に先立って死去している。
三男（長兄）・文治
長男・総一郎、次男・勤三郎が早世したため、津島家の跡継ぎとなる。金木町長、青森県知事、衆議院議員、参議院議員を歴任。長男の康一は俳優。
四男（次兄）・英治
金木町長。孫の恭一は衆議院議員を3期務めた。
五男（三兄）・圭治※
東京美術学校彫塑科に進学。太宰の同人誌「細胞文芸」に「夢川利一」のペンネームでエッセイを寄稿している。結核により28歳で死去。
七男（弟）・礼治※
敗血症で18歳で病死。
長女（長姉）・たま※
1889年 - 1912年。
平山良太郎を婿養子に迎えるが、結婚後に22歳で死去。このとき太宰3歳。
次女（次姉）・トシ
1894年 - 1951年。
津島市太郎夫人
三女（三姉）・アイ※
1904年 - 1937年。
津島正雄夫人
四女（四姉）・京（キョウ）※
1906年 - 1945年。
小館貞一夫人。小館保、小館善四郎は義弟。終戦からちょうど3か月後に死去。太宰が高校在学時に実家から数件隣りの材木商・小館家に嫁ぐ。太宰は3歳年上の京と仲が良く、京の結婚後も頻繁に小館家に通っては紙に字を書き「20年経てば大変な価値が出るから大事にしまっておけ」と話していたという。

### 妻子
妻・美知子
東京女子師範学校卒業後、都留高等女学校で歴史・地理の教師をしていた。26歳で太宰と見合い、翌年結婚。
長女・園子
夫は元衆議院議員の津島雄二 （旧姓・上野）。長男の淳も衆議院議員。2020年4月20日、呼吸不全により78歳で死去。「花の画家」として知られ、2022年に忌日の4月20日は「水仙忌」と名付けられた。
長男・正樹
ダウン症候群であった。肺炎により15歳で死去。
次女・里子
小説家の津島佑子。
太田治子
小説家。太田静子との間の娘。

### 松木家
父・源右衛門の生家である木造村の松木家は、金木の津島家や、三代目惣助が出た嘉瀬の山中家よりもはるかに格式の高い旧家である。藩政時代には苗字帯刀を許された郷士だった。
『松木家由緒書』などによると、先祖は若狭国小浜（現・福井県）の商人で、万治年間（1658–60年）に弘前にやってきて、羽二重の商いをしていた。寛文年間（1661–72年）津軽藩の新田開発が始まると木造に移り住み、開墾の功を認められ大庄屋、郷士になった。明治に入って、八代目七右衛門の時代に、薬種問屋（屋号松樹堂）に転業するまで、代々造り酒屋を営んでいた。

### 親族
- 津島慶三 - 従姉りえの三男。生化学者。横浜市立大学医学部名誉教授。
- 津島恭一 - 姪孫。元衆議院議員 、野田内閣（野田第1次改造内閣・野田第2次改造内閣）国土交通大臣政務官。
- 石原明 - 義弟（妻・美知子の弟）。ニューヨーク州立大学名誉教授。
- 田沢吉郎 - 姪婿（文治の娘・陽の夫）。元衆議院議員、元防衛庁長官。
- 石原燃 - 津島佑子の長女（本名・津島香以）。劇作家。

### 家系図
|          |          |          |          |          |          |        |        |        |        |        |        | 石原初太郎 | 石原初太郎 | 石原初太郎 | 石原初太郎 | 石原初太郎 | 石原初太郎 |        |        |        |        |  |  | 津島源右衛門       | 津島源右衛門       | 津島源右衛門       | 津島源右衛門       | 津島源右衛門       | 津島源右衛門       |  |  | たね     | たね     | たね     | たね     | たね     | たね     |  |  |          |          |          |          |          |          |  |  |          |          |          |          |          |          |  |  |    |    |    |    |    |    |  |  |          |          |          |          |          |          |
|          |          |          |          |          |          |        |        |        |        |        |        | 石原初太郎 | 石原初太郎 | 石原初太郎 | 石原初太郎 | 石原初太郎 | 石原初太郎 |        |        |        |        |  |  | 津島源右衛門       | 津島源右衛門       | 津島源右衛門       | 津島源右衛門       | 津島源右衛門       | 津島源右衛門       |  |  | たね     | たね     | たね     | たね     | たね     | たね     |  |  |          |          |          |          |          |          |  |  |          |          |          |          |          |          |  |  |    |    |    |    |    |    |  |  |          |          |          |          |          |          |
|          |          |          |          |          |          |        |        |        |        |        |        |            |            |            |            |            |            |        |        |        |        |  |  |                    |                    |                    |                    |                    |                    |  |  |          |          |          |          |          |          |  |  |          |          |          |          |          |          |  |  |          |          |          |          |          |          |  |  |    |    |    |    |    |    |  |  |          |          |          |          |          |          |
|          |          |          |          |          |          |        |        |        |        |        |        |            |            |            |            |            |            |        |        |        |        |  |  |                    |                    |                    |                    |                    |                    |  |  |          |          |          |          |          |          |  |  |          |          |          |          |          |          |  |  |          |          |          |          |          |          |  |  |    |    |    |    |    |    |  |  |          |          |          |          |          |          |
|          |          |          |          |          |          |        |        | 石原明 | 石原明 | 石原明 | 石原明 | 石原明     | 石原明     |            |            | 美知子     | 美知子     | 美知子 | 美知子 | 美知子 | 美知子 |  |  | 太宰治（津島修治） | 太宰治（津島修治） | 太宰治（津島修治） | 太宰治（津島修治） | 太宰治（津島修治） | 太宰治（津島修治） |  |  | 太田静子 | 太田静子 | 太田静子 | 太田静子 | 太田静子 | 太田静子 |  |  | 津島英治 | 津島英治 | 津島英治 | 津島英治 | 津島英治 | 津島英治 |  |  | 津島文治 | 津島文治 | 津島文治 | 津島文治 | 津島文治 | 津島文治 |  |  |    |    |    |    |    |    |  |  |          |          |          |          |          |          |
|          |          |          |          |          |          |        |        | 石原明 | 石原明 | 石原明 | 石原明 | 石原明     | 石原明     |            |            | 美知子     | 美知子     | 美知子 | 美知子 | 美知子 | 美知子 |  |  | 太宰治（津島修治） | 太宰治（津島修治） | 太宰治（津島修治） | 太宰治（津島修治） | 太宰治（津島修治） | 太宰治（津島修治） |  |  | 太田静子 | 太田静子 | 太田静子 | 太田静子 | 太田静子 | 太田静子 |  |  | 津島英治 | 津島英治 | 津島英治 | 津島英治 | 津島英治 | 津島英治 |  |  | 津島文治 | 津島文治 | 津島文治 | 津島文治 | 津島文治 | 津島文治 |  |  |    |    |    |    |    |    |  |  |          |          |          |          |          |          |
|          |          |          |          |          |          |        |        |        |        |        |        |            |            |            |            |            |            |        |        |        |        |  |  |                    |                    |                    |                    |                    |                    |  |  |          |          |          |          |          |          |  |  |          |          |          |          |          |          |  |  |          |          |          |          |          |          |  |  |    |    |    |    |    |    |  |  |          |          |          |          |          |          |
|          |          |          |          |          |          |        |        |        |        |        |        |            |            |            |            |            |            |        |        |        |        |  |  |                    |                    |                    |                    |                    |                    |  |  |          |          |          |          |          |          |  |  |          |          |          |          |          |          |  |  |          |          |          |          |          |          |  |  |    |    |    |    |    |    |  |  |          |          |          |          |          |          |
| 津島雄二 | 津島雄二 | 津島雄二 | 津島雄二 | 津島雄二 | 津島雄二 |        |        | 園子   | 園子   | 園子   | 園子   | 園子       | 園子       |            |            | 正樹       | 正樹       | 正樹   | 正樹   | 正樹   | 正樹   |  |  | 里子（津島佑子）   | 里子（津島佑子）   | 里子（津島佑子）   | 里子（津島佑子）   | 里子（津島佑子）   | 里子（津島佑子）   |  |  | 太田治子 | 太田治子 | 太田治子 | 太田治子 | 太田治子 | 太田治子 |  |  | 津島一雄 | 津島一雄 | 津島一雄 | 津島一雄 | 津島一雄 | 津島一雄 |  |  | 津島康一 | 津島康一 | 津島康一 | 津島康一 | 津島康一 | 津島康一 |  |  | 陽 | 陽 | 陽 | 陽 | 陽 | 陽 |  |  | 田沢吉郎 | 田沢吉郎 | 田沢吉郎 | 田沢吉郎 | 田沢吉郎 | 田沢吉郎 |
| 津島雄二 | 津島雄二 | 津島雄二 | 津島雄二 | 津島雄二 | 津島雄二 |        |        | 園子   | 園子   | 園子   | 園子   | 園子       | 園子       |            |            | 正樹       | 正樹       | 正樹   | 正樹   | 正樹   | 正樹   |  |  | 里子（津島佑子）   | 里子（津島佑子）   | 里子（津島佑子）   | 里子（津島佑子）   | 里子（津島佑子）   | 里子（津島佑子）   |  |  | 太田治子 | 太田治子 | 太田治子 | 太田治子 | 太田治子 | 太田治子 |  |  | 津島一雄 | 津島一雄 | 津島一雄 | 津島一雄 | 津島一雄 | 津島一雄 |  |  | 津島康一 | 津島康一 | 津島康一 | 津島康一 | 津島康一 | 津島康一 |  |  | 陽 | 陽 | 陽 | 陽 | 陽 | 陽 |  |  | 田沢吉郎 | 田沢吉郎 | 田沢吉郎 | 田沢吉郎 | 田沢吉郎 | 田沢吉郎 |
|          |          |          |          |          |          |        |        |        |        |        |        |            |            |            |            |            |            |        |        |        |        |  |  |                    |                    |                    |                    |                    |                    |  |  |          |          |          |          |          |          |  |  |          |          |          |          |          |          |  |  |          |          |          |          |          |          |  |  |    |    |    |    |    |    |  |  |          |          |          |          |          |          |
|          |          |          |          | 津島淳   | 津島淳   | 津島淳 | 津島淳 | 津島淳 | 津島淳 |        |        |            |            |            |            |            |            |        |        |        |        |  |  | 石原燃             | 石原燃             | 石原燃             | 石原燃             | 石原燃             | 石原燃             |  |  |          |          |          |          |          |          |  |  | 津島恭一 | 津島恭一 | 津島恭一 | 津島恭一 | 津島恭一 | 津島恭一 |  |  |          |          |          |          |          |          |  |  |    |    |    |    |    |    |  |  |          |          |          |          |          |          |

## 関連人物
- 阿部合成 - 太宰と同郷、青森中学校の友人、以来生涯交流が続いた。1964年、親友太宰治の文学碑の制作を依頼され、翌年、金木芦野公園の登仙岬に設置した[115][116]。
- 石井桃子 - 児童文学作家、翻訳者。井伏鱒二宅で偶然大宰と同席したことをきっかけに親交を深めた。太宰の死後、井伏との会話の中で「あたしだつたら、太宰さんを死なせなかつたでせうよ」と語っている。石井桃子#太宰治との出会いも参照のこと。
- 石川淳 - 戦後、太宰治、坂口安吾、織田作之助とともに、いわゆる無頼派の旗手とされた文学者。太宰とは昭和14年頃以来、4度ほど酒席をともにした。太宰の死に際し「太宰治昇天」と題した文章を発表（『新潮』第45巻第7号、1948年7月）。
- 井伏鱒二 - 太宰の師。太宰自身の言によれば、太宰がまだ青森の中学生であった頃、井伏の『幽閉』（『山椒魚』の原形）を読んでその才能に興奮した。大学上京後から師事し、結婚の仲人も井伏に務めてもらった。戦後になって、太宰は井伏に複雑な感情を抱いていたようであり、遺書に「井伏さんは悪人です」と書き残していたことは話題になった。両者の確執には様々な説があるが、詳しくはわかっていない。
- 伊馬春部 - 別名・伊馬鵜平。太宰の親友で、ユーモア作家として「畜犬談」を捧げられた。折口信夫に太宰作品を勧めたのも伊馬である。入水前に伊藤左千夫の「池水は濁りににごり藤波の影もうつらず雨降りしきる」という短歌を録した色紙を伊馬宛てに残した。太宰嫌いで有名な三島由紀夫は、目黒にあった伊馬家の隣家に住んでおり、強盗に押し入られて逃げ出したとき伊馬家に保護を求めたことがある。『桜桃の記』執筆。
- 大西巨人 - 小説家。『文化展望』編集者として原稿依頼し、「十五年間」を創刊号に掲載。1948年に「太宰治の死」と題する追悼文を発表している。
- 亀井勝一郎 - 文芸評論家。昭和10年代から没時まで交流があり作品集の解説などを行った。作家論に『無頼派の祈り　太宰治』審美社、新版に河出文庫で『太宰治 愛と苦悩の手紙』がある。
- 賀陽治憲 - 賀陽宮恒憲王の第2王子。皇籍離脱後に外交官。1947年10月14日付の『時事新報』で「太宰治の“斜陽”はちょっと身につまされておもしろいですね」と発言。太宰は「如是我聞」で「或る新聞の座談会で、宮さまが、「斜陽を愛読している、身につまされるから」とおっしゃっていた」と言及している。
- 川端康成 - 太宰が芥川賞候補になって落選したときの選考委員の一人。川端が「作者目下の生活に厭な雲ありて、才能の素直に発せざる憾みあった」と批評したため、太宰は「川端康成へ」と題する短文を書いて抗議。川端は「太宰治氏へ芥川賞について」という短文を発表し、「根も葉もない妄想や邪推はせぬがよい（…）「生活に厭な雲云々」も不遜の暴言であるならば、私は潔く取消」すと、冷静に釈明した。後に『社会』1948年4月号の志賀直哉、廣津和郎との「文藝鼎談」での川端の発言に対して『新潮』1948年6月号掲載の「如是我聞（三）」で太宰は、「なお、その老人に茶坊主の如く阿諛追従して、まったく左様でゴゼエマス、大衆小説みたいですね、と言っている卑しく痩やせた俗物作家、これは論外」と罵倒した。太宰の死後に代表作『斜陽』が翻訳出版された際、「太宰君がKeeneさんのやうな譯者に恵まれたことはまことに幸ひです」などの文面で書簡を送っている。アメリカ合衆国の出版社ニューディレクションズの担当者宛てだったが、ドナルド・キーンの翻訳に関する記述もあったためキーンのもとに届けられたという[117]。
- 小山清 - 太宰の門下生の小説家。作品集や作家論の編纂を手がけた。新版は『太宰治の手紙』河出文庫。
- 今官一 - 太宰の同郷の友人。津軽出身の文士の中では唯一の理解者として、太宰から信頼されていた[注釈 9]。短篇『善蔵を思う』には「甲野嘉一君」として登場する。
- 佐藤春夫 - 太宰の師。太宰作品が芥川賞候補になったとき、薬物中毒時代の太宰から、賞を「何卒私に与えて下さい」と懇願する手紙を何通も送られた。結局、太宰が落選すると、太宰は短篇『創世記』を書いて佐藤を批判。これに対して佐藤は小説『芥川賞』を書き、太宰の非常識な行動を暴露して報復した。太宰の死後、佐藤は「稀有の文才」で「その才能は最初から大に認めてゐたつもりである。芥川賞などは貰はないでも立派に一家を成す才能と信じ、それを彼に自覚させたかつた（中略）それ以来自分のところへ近づかなくなつた彼に対しては多少遺憾に思ひながら遠くからその動静を見守つてゐた」と述べ、『津軽』について「あの作品には彼の欠点は全く目立たなくてその長所ばかりが現はれてゐるやうに思はれる。（中略）この一作さへあれば彼は不朽の作家の一人だと云へるであらう」と絶賛している。外ヶ浜町の観瀾山にある太宰治文学碑の碑銘を揮毫。
- 志賀直哉 - 小説『津軽』で太宰から名前を伏せて批判されている。その後、志賀は中村眞一郎と佐々木基一との雑誌の座談会で、『斜陽』の主人公である華族の娘が山出しの女中のようにおかしな言葉遣いをすることや、「犯人」のオチが見え透いていることなどを指摘し、とぼけたようなポーズが気になる、もう少し真面目にやったらよかろう云々と批判。逆上した太宰は、最晩年の連載評論『如是我聞』で志賀に反撃した。太宰の死後、1948年8月15日、志賀は「太宰治の死」と題する一文を草し、「私は太宰君が私に反感を持つてゐる事を知つてゐたから、自然、多少は悪意を持つた言葉になつた」ことを認め、「太宰君が心身共に、それ程衰へてゐる人だといふ事を知つてゐれば、もう少し云ひようがあつたと、今は残念に思つてゐる」と、自分の対応が大人げなかったことを詫びている。また『人間失格』も読んだが「これは少しも厭だとは思わなかった」という。太宰にも「大正では、直哉だの善蔵だの龍之介だの菊池寛だの、短編小説の技法を知つてゐる人も少くなかつたが、昭和のはじめでは、井伏さんが抜群のやうに思はれたくらゐのもので、最近に到つてまるでもう駄目になつた」（「十五年間」）という評価が見られ、全面的に否定していたわけではない。
- 杉森久英 - 小説家、若年時は編集者で太宰と交際。杉森は太宰の3歳下だったが、はるか年下と勘違いした太宰が画集を出してミケランジェロの偉大さを教えようとしたため、太宰に教えられなくても知っていると反感を持ったという。戦後には、たまたま「如是我聞」事件の発端となった座談会をセッティングしたため、太宰と志賀の反目をハラハラしながら見守っていた。『苦悩の旗手 太宰治』を著した。
- 田中英光 - 小説家。太宰の弟子。オリンピック選手。青春文学「オリンポスの果実」で文壇に登場後、無頼派に転向。薬物中毒の果てに傷害事件を起こし、太宰の死の翌年、太宰の墓前で割腹自殺した[119]。
- 檀一雄 - 小説家。太宰の親友。「走れメロス」は檀との熱海でのエピソードがモデルになっているという説もある。
- 堤重久 - 太宰が最も信頼していた弟子。のち京都産業大学教授。『太宰治との七年間』の著書あり。
- 豊島与志雄 - 太宰の先輩作家で、フランス文学者。太宰の葬儀委員長を務めた。
- 中井英夫 - 東大在学中、第14次『新思潮』の編集者として、当時中井が最も心酔し反発もしていた太宰と交際（『続・黒鳥館戦後日記』に詳しい）。『禿鷹―あとがきに代えて―』などによれば、1948年5月16日に太宰宅を訪問したとき、太宰が八雲書店から届いた自らの全集を撫で回して嬉しそうにしているのを見て、作家の全集を生前に刊行するのを滑稽と考えていた中井は「先生はよくもうすぐ死ぬ、と仰いますが、いつ本当に死ぬんですか」と問い詰めたことがある。太宰は「人間、そう簡単に死ねるもんじゃない」と答えたが、その約一か月後に自殺した。のちに問い詰めたことを後悔したという。中井が『新思潮』に書いてもらったのは『朝』で、原稿料を一枚五十円支払ったという。のちに生活が苦しかった折、この直筆原稿を古書店に一万円で売り、翌日には店頭に五万円で売り出されていたと回想している。
- 中野嘉一 - 太宰がパビナール中毒で東京武蔵野病院に入院していたときの主治医で詩人。太宰をサイコパスと診断した。『善蔵を思う』の甲野嘉一は名前をもじったもの。
- 中野好夫 - 英文学者・評論家。短篇『父』を「まことに面白く読めたが、翌る朝になったら何も残らぬ」と酷評し、太宰から連載評論『如是我聞』のなかで「貪婪、淫乱、剛の者、これもまた大馬鹿先生の一人」と反撃された。太宰の没時は東京大学英文科教授で、『文藝』1948年8月号の文芸時評『志賀直哉と太宰治』のなかで、「場所もあろうに、夫人の家の鼻の先から他の女と抱き合って浮び上るなどもはや醜態の極である」「太宰の生き方の如きはおよそよき社会を自から破壊する底の反社会エゴイズムにほかならない」と太宰の人生を指弾した。
- 中原中也 - 『青い花』の同人仲間。酒席での凄絶な搦みで有名な中原は「お前は何の花が好きなんだい」と訊ね、太宰が泣き出しそうな声で「モ、モ、ノ、ハ、ナ」と答えると、「チエッ、だからおめえは」とこき下ろした。太宰の側では中原を尊敬しつつも、人間性を嫌っており、親友山岸外史に対して「ナメクジみたいにてらてらした奴で、とてもつきあえた代物じゃない」とこき下ろした。のちに中原の没後、檀一雄に対して「死んで見ると、やっぱり中原だ、ねえ。段違いだ。立原は死んで天才ということになっているが、君どう思う？皆目つまらねえ」と言ったという。
- 野口冨士男 - 『文芸時代』の同人。日本文藝家協会書記局嘱託として葬儀で弔辞を読む。
- 野原一夫 - 新潮社の担当編集者。『回想太宰治』などを書く。
- 野平健一 - 新潮社の担当編集者。『週刊新潮』二代目編集長。『矢来町半世紀 太宰さん三島さんのこと、その他』などを書く。
- 別所直樹 - 太宰の弟子。
- 三島由紀夫 - 12歳の頃、『虚構の彷徨 ダス・ゲマイネ』を、同じ痛みを感得して読む[120][注釈 10]。その後、『斜陽』は雑誌連載時から読み、川端康成宛書簡には「『斜陽』第三回も感銘深く読みました。滅亡の抒事詩に近く、見事な芸術的完成が予見されます。しかしまだ予見されるにとどまつてをります」[122]と記している。しかしのちのエッセイでは、この作品に登場する貴族の言葉遣いが現実の貴族とかけ離れていることを指摘している[注釈 11]。1946年12月14日、矢代静一に誘われて太宰と亀井勝一郎を囲む会合に出席した。矢代によれば「太宰が会ってくれることになった」と告げたとき、三島は目を輝かして「僕も連れてってよ」と邪気なくせがんだという[124]。三島はこの会合で、「僕は太宰さんの文学はきらいなんです」と「ニヤニヤしながら」発言し、これに対して太宰は虚をつかれたような表情をして誰へ言うともなく「そんなことを言ったって、こうして来てるんだから、やっぱり好きなんだよな。なあ、やっぱり好きなんだ」と答えたと三島は述懐している[125]。しかし、その場に居合わせた野原一夫によれば、三島は「まっすぐ太宰さんの顔を見て、にこりともせずに」発言し、太宰は三島の発言に対して「きらいなら、来なけりゃいいじゃねえか。」と吐き捨てるように言って顔をそむけたという[126]。三島はその後、しばしば太宰への嫌悪を表明し続けた[注釈 12]。『小説家の休暇』では、「第一私はこの人の顔がきらひだ。第二にこの人の田舎者のハイカラ趣味がきらひだ。第三にこの人が、自分に適しない役を演じたのがきらひだ」「太宰のもつてゐた性格的欠陥は、少なくともその半分が、冷水摩擦や器械体操や規則的な生活で治される筈だつた」「治りたがらない病人などには本当の病人の資格がない」と記し[127]、その他の座談会や書簡等にもその種の記述が見られる[注釈 13]。晩年には、1968年に行われた一橋大学でのティーチ・インにて「私は太宰とますます対照的な方向に向かっているようなわけですけど、おそらくどこか自分の根底に太宰と触れるところがあるからだろうと思う。だからこそ反撥するし、だからこそ逆の方に行くのでしょうね」[128]と述べた。また自決の2か月ほど前には、村松剛や編集者に対して「このごろはひとが家具を買いに行くというはなしをきいても、吐気がする」と告白し、村松が「家庭の幸福は文学の敵。それじゃあ、太宰治と同じじゃないか」と言うと、三島は「そうだよ、おれは太宰治と同じだ。同じなんだよ」と言ったとされる[129][130]。
- 棟方志功 - 同じ青森県出身で、1939年9月28日の在京藝術家座談会で同席したが、棟方の言葉に太宰が大声で応戦したことで、場の雰囲気が悪くなったことがあった。棟方は太宰について「肌合いが合わず、わたくしを好かないようであった。」と語っている。
- 森鷗外 - 太宰は「たち依（よ）らば大樹の陰、たとえば鴎外、森林太郎」という文を書いた。また本人の墓石は、希望したとおり三鷹市禅林寺にある森鴎外の墓石と向き合うところ（正確には斜め向かい）に立てられている。ちなみに、刻まれた「太宰治」の文字は井伏鱒二の筆による。
- 山岸外史 - 評論家。太宰の親友。1934年（昭和9年）に太宰と知り合い、『青い花』や日本浪曼派の同人として交友を深めた。自身も『人間キリスト記』などの著作により太宰の文学に影響を与えたが、戦後絶交状を送るなどして次第に疎遠となった。しかし太宰入水に際して遺体捜索には加わり、美知子夫人から「ヤマギシさんが東京にいたら、太宰は死ななかったものを」と泣かれたことなど、その複雑な交友の実態を回想録『人間太宰治』（1962年〈昭和37年〉）、『太宰治おぼえがき』（1963年〈昭和38年〉）の中で明らかにしている。
- 吉本隆明 - 評論家。学生時代に『春の枯葉』の上演許可を得るため太宰の元を訪れる。

## 演じた俳優・声優
太宰治、またはそれに相当する人物を演じた俳優・声優の一覧。
- 長門裕之 - 映画『秋津温泉』（1962年 監督：吉田喜重）
- 石坂浩二 - ドラマ『冬の花火 わたしの太宰治』（1979年）
- 萩原健一 - 映画『もどり川』（1983年 監督：神代辰巳）
- 峰岸徹 - 映画『武蔵野心中』（1983年）
- 田村亮 - ドラマ『ニュードキュメンタリードラマ昭和 松本清張事件にせまる』第4回「人間失格 太宰治」（1984年）
- 岡田裕介 - 映画『火宅の人 旅の終わりに』（1986年 監督：深作欣二）
- 風間杜夫 - 舞台『人間合格』（1989年）
- 渡辺いっけい - 舞台『人間合格』（1989年）
- 役所広司 - ドラマ『グッド・バイ 私が殺した太宰治』（1992年）
- 唐沢寿明 - 舞台『温水夫妻』（1999年）
- 河村隆一 - 映画『ピカレスク 人間失格』（2002年）
- 細川智三 - テレビ番組『太宰治 連続心中の謎!! その真相に猪瀬直樹がせまる』（2002年）
- 大高洋夫 - 舞台『人間合格』（2003年）
- 豊川悦司 - ドラマ『太宰治物語』（2005年）
- 西島秀俊 - 連続テレビ小説『純情きらり』（2006年）
- 塚本高史 - 映画『富嶽百景〜遥かなる場所〜』（2006年）
- ウエンツ瑛士 - テレビ番組『あらすじで楽しむ世界名作劇場』（2007年）
- 岡本健一 - 舞台『人間合格』（2008年）
- 南原健朗 - 映画『夢のまにまに』（2008年）
- 浅野忠信 - 映画『ヴィヨンの妻 〜桜桃とタンポポ〜』（2009年）
- 堺雅人 - 文学アニメ『青い文学シリーズ』（2009年）
- 櫻井翔 - 朗読劇 太宰治生誕百周年記念企画『ART OF WORDS〜櫻井翔の『人間失格』』（2009年）
- 渡部豪太 - テレビ番組『小悪魔ドクショ 文学で恋をつかまえる方法』（2010年）
- 向井理 - テレビ番組『BUNGO -日本文学シネマ- — 黃金風景』（2010年）
- 山崎まさよし - テレビ番組『BUNGO -日本文学シネマ- — グッド・バイ』（2010年）
- 生田斗真 - 映画『人間失格』（2010年）
- 村上健志（フルーツポンチ）- 映画『ゴーストライターホテル』（2011年）
- 仲村トオル - 舞台『グッドバイ』（2015年）
- 宮野真守 - テレビアニメ『文豪ストレイドッグス』（2016年 - ）
- 大野拓朗 - テレビ番組『グッド・バイ』（2018年）
- 小栗旬 - 映画『人間失格 太宰治と3人の女たち』（2019年）
- 内博貴 - 舞台『走れメロス〜文豪たちの青春〜』（2020年）
- 河相我聞 - ドラマ『歴史迷宮からの脱出〜リアル脱出ゲーム×テレビ東京〜』第5話（2020年）
- 中村悠一 - テレビアニメ『文豪とアルケミスト』（2020年）
- 神谷浩史 - テレビアニメ『異世界失格』（2024年）※あくまでも劇中では「先生」とだけ呼ばれておりモデルは明言されていないが、設定の多くが太宰と共通する
- 櫻井孝宏-ドラマCD『文豪シリーズ』（2013）

## 記念施設
- 太宰治記念館 「斜陽館」
青森県五所川原市にある記念館。
- 太宰治まなびの家
旧制弘前高校時代に下宿した民家。
- 太宰治文学サロン
当初は「太宰治文学館」として東京都井の頭恩賜公園内に建設が計画されていた。三鷹市は井の頭恩賜公園開園100周年・太宰没後70年記念事業として2017年4月に井の頭公園内に太宰治文学館を建設する計画を公表したが[131][132]、パブリックコメントに市民から井の頭公園への建設に多くの反対意見が寄せられたことやふるさと納税による税収減少などを理由に、2018年3月末に井の頭公園以外への設置場所の変更と、再検討も含めた計画スケジュールの見直しを発表した[133]。その後、下連雀3丁目にあった太宰ゆかりの酒販店の跡地に、2020年3月に「太宰治文学サロン」の名称でオープンした[134]。
- ゆふいん文学の森 「碧雲荘」
東京都杉並区天沼から大分県由布市湯布院町に移築され、文学交流施設として2017年4月に公開された[135]。

## 関連書籍

### 太宰の伝記
- 杉森久英 『苦悩の旗手 太宰治』文藝春秋 1967年、河出文庫 1983年
- 檀一雄 『小説太宰治』審美社 1970年、新版1992年 ISBN 4-7883-3065-2

  - 檀一雄 『小説太宰治』小学館 2019年 ISBN 4-09-352366-5
  - 檀一雄 『太宰と安吾』角川ソフィア文庫 2016年 ISBN 4-04-400086-7
- 野原一夫 『回想太宰治』新潮社 1980年、改版1992年 ISBN 4-10-335301-5。新装版1998年 ISBN 4-10-335308-2
- 野原一夫 『太宰治 生涯と文学』ちくま文庫 1998年 ISBN 4-480-03397-1
- 石上玄一郎 『太宰治と私 激浪の青春』集英社 1986年、集英社文庫 1990年
- 奥野健男『太宰治』文藝春秋 1973年、文春文庫 1998年
- 矢代静一 『含羞の人 私の太宰治』河出書房新社 1986年、河出文庫 1998年 ISBN 4-309-40522-3
- 相馬正一 『評伝太宰治』筑摩書房 全3冊 1982-85年。増補版・津軽書房 上下 1995年
- 山岸外史 『人間太宰治』ちくま文庫 1989年 ISBN 4-480-02337-2
- 猪瀬直樹 『ピカレスク〜太宰治伝』小学館 2000年、「著作集4」小学館 2002年、文春文庫 2007年（監督：伊藤秀裕 太宰役は河村隆一で映画化）
- 長部日出雄 『辻音楽師の唄 もう一つの太宰治伝』文藝春秋 1997年、文春文庫 2003年、小学館 2019年
- 長部日出雄 『桜桃とキリスト もう一つの太宰治伝』文藝春秋 2002年、文春文庫 2005年、小学館 上・下 2019年

### その他
- 津島美知子『回想の太宰治』人文書院 1978年、増訂版1997年、講談社文芸文庫 2008年 ISBN 4-06-290007-6
- 井伏鱒二『太宰治』筑摩書房 1989年、中公文庫 2018年 ISBN 4-12-206607-7
- 太田治子『明るい方へ　父・太宰治と母・太田静子』朝日新聞出版 2009年
新編版 ちくま文庫（後編は太田静子「斜陽日記」）、2025年 ISBN 4-480-44030-5
- 『太宰よ！ 45人の追悼文集　さよならの言葉にかえて』河出文庫 2018年 ISBN 4-309-41614-4
- 松本健一『太宰治 含羞のひと伝説』増補新版・辺境社 2009年。旧版・第三文明社 1982年
- 小野正文『太宰治をどう読むか』未知谷 2006年
- 鎌田紳爾『ふたりの修ちゃ 太宰治と寺山修司』未知谷 2014年
- 山崎富栄『太宰治との愛と死のノート 雨の玉川心中とその真実』長篠康一郎編、学陽書房（女性文庫）1995年
- 松本侑子『恋の蛍　山崎富栄と太宰治』光文社 2009年／光文社文庫 2012年 ISBN 4334-76406-1
- 鎌田慧『津軽・斜陽の家 〜太宰治を生んだ「地主貴族」の光芒』祥伝社 2000年、講談社文庫 2003年 ISBN 4-06-273767-1
- 林聖子『風紋五十年』パブリック・ブレイン 2012年 ISBN 978-4-434-16699-0
- 『永遠の太宰治　総特集 KAWADEムック』河出書房新社 2019年。旧版2009年

以下は図版・入門書
- 『太宰治 新潮日本文学アルバム』新潮社 1983年 ISBN 978-4-10-620619-1
- 『図説 太宰治』日本近代文学館編、解説：安藤宏 ちくま学芸文庫 2000年 [136]
- 『文豪ナビ 太宰治』新潮文庫 2004年 ISBN 978-4-10-100600-0
- 『太宰治　生誕一〇〇年記念』 平凡社「別冊太陽・日本のこころ」2009年 ISBN 978-4-582-92159-5
- 『太宰治と旅する津軽』小松健一写真、新潮社〈とんぼの本〉2009年 ISBN 978-4-10-602192-3
- 太宰治倶楽部編『もっと太宰治　太宰治がわかる本』〈ムック〉の本・ロングセラーズ 1989年、新版2015年
- 吉田和明解説『太宰治　フォー・ビギナーズ・シリーズ 45』現代書館 1987年
- 細谷博『太宰治』岩波新書 1998年
- 巌谷大四編『さよならを言うまえに　人生のことば292章』 河出文庫 1988年、新版2009年
- 小野才八郎編著『太宰治語録』津軽書房 1998年 ISBN 4-8066-0169-1
- 山口智司編著『生まれてすみません 太宰治 一五〇の言葉 PHP研究所 2009年

以下は電子出版ほか
- 朗読CD 太宰治作品集〜CD15枚組〜 （日本音声保存）2006年 ISBN 4-901708-93-7
- 『DS 文学全集』ニンテンドーDSソフト 2007年10月 NTR-P-YBNJ (JPN)